# Campeonato Africano de Taekwondo de 1996
El I Campeonato Africano de Taekwondo se celebró en Johannesburgo (Sudáfrica) en 1996 bajo la organización de la Unión Africana de Taekwondo.
En total se disputaron en este deporte dieciséis pruebas diferentes, ocho masculinas y ocho femeninas.

## Resultados

### Masculino
| Evento | Oro                                   | Plata                        | Bronce                                                            |
| ------ | ------------------------------------- | ---------------------------- | ----------------------------------------------------------------- |
| –50 kg | Timothy Malele Kenia                  | Elhadj Amath Sow Senegal     | Naha Kolisang Lesoto Eugene Randranananteng Madagascar            |
| –54 kg | Yunes Sekkat Marruecos                | Ousmane Cisse Senegal        | Innocent Mthembu Suazilandia Beyi Ben Kilani Túnez                |
| –58 kg | Naser Melad Libia                     | Mostafa Cherud Marruecos     | Zakhele Damini Suazilandia Hubert Nicolas Razakartvony Madagascar |
| –64 kg | Poloko Ntulo Lesoto                   | Mohamed Atraui Marruecos     | Basher Al-Sefao Libia Ahmed Ojil Túnez                            |
| –70 kg | Cherif Hamruni Túnez                  | Wycliffe Andove Kenia        | Christopher Moche Sudáfrica Mokone Moahlou Lesoto                 |
| –76 kg | Leopold Adrien Paulet Costa de Marfil | Thabo Mjinj Lesoto           | Tom Muchai Kenia Dumsani Dlamini Suazilandia                      |
| –83 kg | Mokete Mokhosi Lesoto                 | Ali Al-Daba Libia            | Ibrahina Badji Senegal Solomon Kinyanjui Kenia                    |
| +83 kg | Kokoun Wilfried Costa de Marfil       | Donald Ravenscroft Sudáfrica | Amadou Kande Senegal                                              |

### Femenino
| Evento | Oro                           | Plata                    | Bronce                                                  |
| ------ | ----------------------------- | ------------------------ | ------------------------------------------------------- |
| –43 kg | Judy Mwihaki Kenia            | Alica Mpho Thamae Lesoto | Shamida Noar Mohamed Sudáfrica                          |
| –47 kg | Mary Lemphane Lesoto          | Rose Maria Nduta Kenia   | Lynn Wolmarans Sudáfrica                                |
| –51 kg | Likeleli Alinah Thamae Lesoto | Adolphina Pooe Sudáfrica | Consolata Oloo Kenia                                    |
| –55 kg | Nancy Karanja Kenia           | Majane Lijane Lesoto     | Chantelle Venter Sudáfrica                              |
| –60 kg | Meriem Bidani Marruecos       | Puleng Lala Lesoto       | Caroline Wairumu Kenia Marie Sadio Senegal              |
| –65 kg | Ngunya Wambui Kenia           | Seynabou Demba Senegal   | Bethany Fabrisius Sudáfrica Lydia Thamae Lesoto         |
| –70 kg | Janet Oklal Kenia             | Masentce Ranmouai Lesoto | Loraine Dlamini Suazilandia Marietjie Erasmus Sudáfrica |
| +70 kg | Nadia Jonker Sudáfrica        | Saida Wambui Kenia       | B. Mahao Batoli Lesoto                                  |

## Medallero
| Núm. | País            | Oro | Plata | Bronce | Total |
| ---- | --------------- | --- | ----- | ------ | ----- |
| 1    | Kenia           | 5   | 3     | 4      | 12    |
| 2    | Lesoto          | 4   | 5     | 4      | 13    |
| 3    | Marruecos       | 2   | 2     | 0      | 4     |
| 4    | Costa de Marfil | 2   | 0     | 0      | 2     |
| 5    | Sudáfrica       | 1   | 2     | 6      | 9     |
| 6    | Libia           | 1   | 1     | 1      | 3     |
| 7    | Túnez           | 1   | 0     | 2      | 3     |
| 8    | Senegal         | 0   | 3     | 3      | 6     |
| 9    | Suazilandia     | 0   | 0     | 4      | 4     |
| 10   | Madagascar      | 0   | 0     | 2      | 2     |
|      | TOTAL           | 16  | 16    | 26     | 58    |